# Jesús Puente

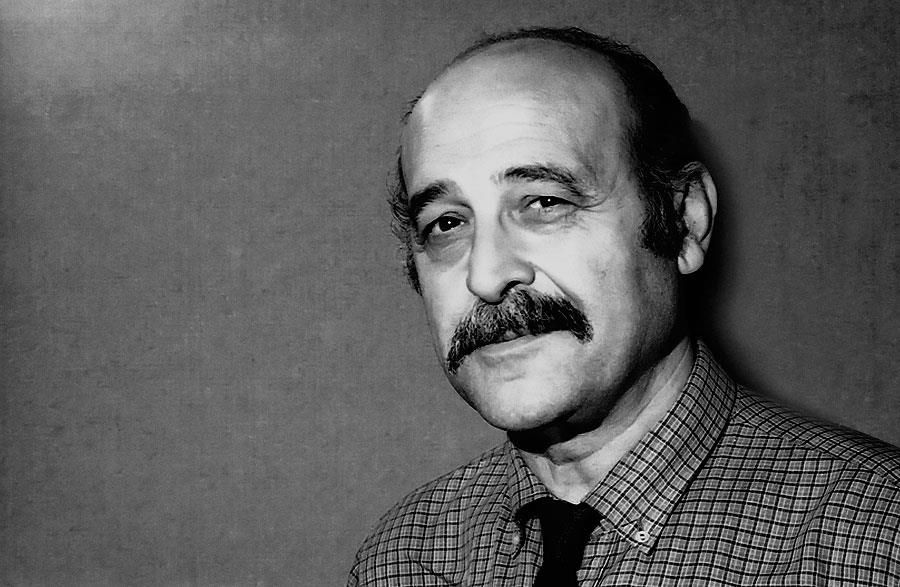
Jesús Puente (1984)

Jesús Puente Alzaga (* 18. Dezember 1930 in Madrid; † 26. Oktober 2000 ebenda) war ein spanischer Schauspieler.

## Leben
Puente begann ein Medizinstudium, das er aber bald zugunsten seiner schauspielerischen Ambitionen aufgab. Anfangs spielte er in verschiedenen Theatergruppen und für das Nationalradio Spaniens; schnell wurde er auch Synchronsprecher für vor allem amerikanische Filme; so war er z. B. die spanische Stimme James Stewarts.
1957 war sein Debütjahr sowohl auf der Leinwand – Pedro Lazagas Muchachas de azul – wie auch auf dem Bildschirm; bald war er häufiger Darsteller in Charakterrollen für über 120 Produktionen; meist spielte er in kommerziell ausgerichteten Produktionen wie Italowestern und Kriminalfilmen. 1989 führte er erstmals und einmalig Regie: Für das Fernsehen drehte er Los ochentas son nuestros.
Puente wurde zweimal mit dem Fernsehpreis Premio Ondas ausgezeichnet (1962 und 1990); 1981 gewann er den TP de Oro, der ihm erneut 1996 – für sein Lebenswerk – verliehen wurde.
Er war mit der Schauspielerin María Luisa Rubio und später mit seiner Kollegin Licia Calderón verheiratet. Sein manchmal verwendetes Pseudonym war Joe Punter.

## Filmografie (Auswahl)
- 1964: Cyrano und d’Artagnan (Cyrano et d'Artagnan)
- 1964: Die 7 aus Texas (Antes llega la muerte)
- 1964: Überfall auf Fort Yellowstone (El hombre de la diligencia)
- 1964: Die verdammten Pistolen von Dallas (Las malditas pistolas de Dallas)
- 1964: Zorros grausamer Schwur (El Zorro cabalga otra vez)
- 1965: Adios Gringo (Adiós gringo)
- 1965: Blei ist sein Lohn (Ocaso de un pistolero)
- 1964: Per un pugno nell’occhio
- 1966: Mike Murphy 007 gegen Ypotron (Agente Logan missione Ypotron)
- 1966: 100.000 Dollar für einen Colt (La muerte cumple condena)
- 1967: Bandidos (Bandidos)
- 1967: Django – unersättlich wie der Satan (Un hombre vino a matar)
- 1967: Dos cruces en Danger Pass
- 1968: Ein Schuss zuviel (Dos hombres van a morir)
- 1969: Nackt über Leichen (Una sull'altra)
- 1970: Nachts, wenn Dracula erwacht (El conde Dracula)
- 1971: Marta
- 1987: Asignatura aprobada